# Jean-François Calot
Jean-François Calot (17 de mayo de 1861 - 1 de marzo de 1944) fue un cirujano francés conocido por describir el tratamiento de la curvatura de la columna vertebral en la enfermedad de Pott. También describió un método de tratamiento de abscesos tuberculosos y definir el triángulo de Calot.

## Biografía
Calot nació en una familia de agricultores de seis hijos y pasó su infancia en Arrens-Marsous, Francia. Recibió su licenciatura en 1880 en Saint-Pe-de-Bigorre y en 1881 se trasladó a París, donde trabajó como profesor particular para pagar por su educación universitaria.
Cuando todavía era estudiante describió el triángulo de Calot en su tesis doctoral, defendida el 12 de diciembre de 1890.
  
Luego trabajó como cirujano en l'Hôpital Rotschild y l'Hôpital Cazin-Perrochaud en Berck. Describió su técnica para tratar la enfermedad de Pott de la columna vertebral en un artículo que leyó en la Academia de Medicina de París en 1896.
 
Gran parte de su obra posterior de su carrera fue en cirugía ortopédica, en particular el tratamiento de heridas de guerra; fundó el Institut orthopédique de Berck en 1900. 
Callot estuvo casado con Marie Bacqueville (m. 1934), y juntos tuvieron cuatro hijas. 

## Epónimos
- Triángulo de Calot - triángulo isósceles limitada por el conducto hepático común, el conducto cístico y la arteria cística; sigue siendo un punto de referencia importante para los cirujanos que realizan la colecistectomía para evitar daños en el conducto biliar común.
- ganglio de Calot - Los ganglios linfáticos de la vesícula biliar.
- Método de Calot -. Tratamiento de abscesos tuberculosos por punción repetida e inmovilización.[4]
- Operación de Calot - corrección quirúrgica de la deformidad de la columna debido a la enfermedad (tuberculosis vertebral) de Pott.